# Festival de cinéma de la ville de Québec

Le Festival de cinéma de la ville de Québec (FCVQ) est un festival de cinéma annuel qui a lieu dans la ville de Québec, au Québec.

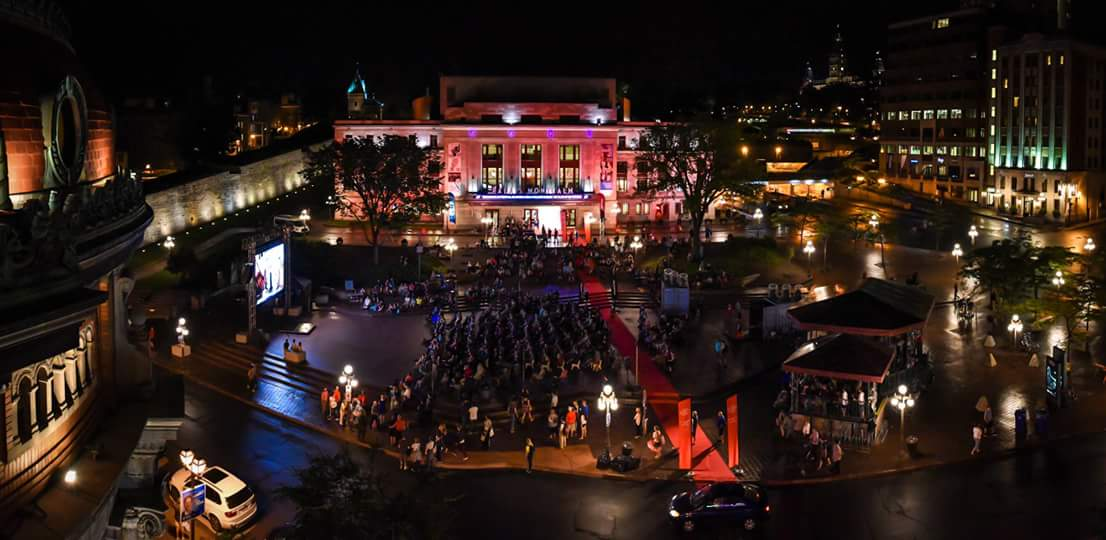
La place d'Youville pendant la 5e édition du FCVQ

## Description
Créé en 2011, le Festival de cinéma de la ville de Québec (FCVQ) est un OBNL qui a pour vocation d'offrir aux cinéphiles québécois, de même qu'à l'ensemble de la population, un évènement cinématographique d'envergure, à l'image des grands festivals de cinéma internationaux. Il est une plate-forme de choix qui permet la projection d'œuvres nouvelles et inédites, tant de réputation internationale que de renommée nationale. Le festival apporte aussi son soutien aux réalisations d'artistes émergents locaux et régionaux, en leur offrant des opportunités de diffusion et une visibilité médiatique substantielle.

## Historique
Depuis sa première édition, le FCVQ présente chaque année à la mi-septembre une cinquantaine de longs-métrages, et plus de cent courts-métrages. Issus de tous les genres cinématographiques et provenant de tous les horizons, ces films attirent maintenant près de 25 000 festivaliers annuellement ! Avec ces œuvres viennent aussi les artisans. Pour ses premières éditions, le festival est très fier d’avoir accueilli plus de 300 invités dont des cinéastes de renom tel que Jean-Claude Labrecque, Xavier Dolan, Jean-Marc Vallée, Denys Arcand, Bruce LaBruce, Christophe Gans, Mike Figgis, Larry Clark… sans oublier la multitude de comédiens, scénaristes et producteurs qui accompagnent aussi les œuvres.

### 2011[3]
- du 21 septembre au 2 octobre
- 80 invités
- 122 films

Pour sa première édition, le FCVQ ouvre avec le film Café de Flore de Jean-Marc Vallée, en présence de l’équipe ; Le Bonheur des autres, premier long métrage de Jean-Philippe Pearson est présenté comme film de clôture.

### 2012[4]
- du 13 au 23 septembre
- 75 invités
- 155 films

Basé sur une histoire vraie, L'Affaire Dumont est présenté en ouverture de cette deuxième édition FCVQ, en présence du réalisateur Podz, de la productrice Nicole Robert et des comédiens du film. C’est à Inch'Allah de la cinéaste Anaïs Barbeau-Lavalette que revient l’honneur de clore cette deuxième année.
La centralisation de ses activités autour du Dôme (aussi surnommé l'Igloo) sur la place D'Youville devient un élément distinctif du festival. Il est ouvert gratuitement au grand public et accueille plusieurs soirées festives ainsi que des événements VIP.

### 2013[7]
- du 18 au 29 septembre
- 88 invités
- 161 films

Pour sa troisième édition, Parkland de Peter Landesman, film choral avec comme point central l'assassinat de JFK, est présenté en ouverture. La première québécoise du film de Stefan Miljevic, Amsterdam, a les honneurs de la soirée de clôture.
Nouveauté en cette troisième année : le jury cinéphile, récompensant une première réalisation la plus originale et uniquement composé de membres du public résidents de Québec, est créé. Il récompense Don Jon, premier long de l’acteur américain Joseph Gordon-Levitt.

### 2014[10]
- du 18 au 28 septembre
- 136 invités
- 218 films

Mommy de Xavier Dolan est présenté comme film d'ouverture en présence de l'équipe du film, et pour la cérémonie de remise des prix a lieu la première nord-américaine de La Belle et la Bête de Christophe Gans, présent lors de la projection.
La traditionnelle soirée de clôture du dernier samedi est désormais remplacée par une soirée de gala ayant lieu le mercredi durant laquelle se tient la remise des prix.
Peu avant le début du festival, des conteneurs sont aménagés en micro-salles de cinéma appelées Ciné Pop-up. Projet itinérant amené à se déplacer dans différents endroits de la ville de Québec, le Ciné Pop-up va à la rencontre des habitants et leur permet de visionner une sélection de courts-métrages.

### 2015[14]
- du 16 au 27 septembre
- 209 invités
- 201 films

Paul à Québec de François Bouvier est présenté en film d'ouverture: l'auteur Michel Rabagliati, la productrice Karine Vanasse ainsi que les comédiens foulent pour l'occasion le tapis rouge de la place d'Youville. Guibord s'en va-t-en guerre de Philippe Falardeau est projeté lors de la cérémonie de remise de prix.
Le concert cinématographique Le Fantôme de l'Opéra (projection du classique de Rupert Julian de 1925 mis en musique par un orchestre dirigé par Gabriel Thibaudeau) est présenté au Palais Montcalm, mettant en vedette l'orgue Casavant.
Le Ciné Pop-up continue à se déplacer à travers la ville tandis que la place d'Youville se transforme en grand cinéma plein air, projetant entre autres la trilogie Retour vers le futur pour le trentième anniversaire de la sortie en salles du premier épisode.

### 2016[20]
- du 14 au 24 septembre
- 253 invités
- 227 films

Pour sa sixième édition, le festival s'est ouvert avec Pays de Chloé Robichaud, en présence d’une partie de l’équipe du film. La réalisatrice était accompagnée de certains de ses acteurs dont Rémy Girard, Yves Jacques, Macha Grenon et Emily Van Camp. D'autres artisans du cinéma, dont Julien Poulin, Marie Eykel, Manon Briand et Rock Demers ont aussi foulé le tapis rouge de la place D'Youville.
Le Palais Montcalm a également accueilli l’avant-première nord-américaine de 1:54 de Yan England, présenté lors de la soirée de remise des prix. Les films Juste la fin du monde de Xavier Dolan et Embrasse-moi comme tu m'aimes d’André Forcier, présentés avant leur sortie en salles dans la région, ont aussi connu d'énormes succès. Le dernier opus d'André Forcier s’est d’ailleurs mérité le Prix du public – longs métrages.
Le Ciné Pop-up s'est aussi déployé dans la ville pour la troisième année consécutive en amont et pendant le festival, et désormais devenu un événement incontournable.

### 2017[25]
- du 13 au 23 septembre
- 302 invités
- 291 films

En ouverture de son édition 2017, le Festival présente en primeur mondiale Les Rois mongols de Luc Picard. Pour l’occasion, le réalisateur foule le tapis rouge de place D'Youville accompagné d’une partie de sa distribution. Pieds nus dans l’aube de Francis Leclerc est projeté comme film de gala, précédé de la cérémonie de remise de prix: les comédiens Roy Dupuis, Justin Leyrolles-Bouchard, Robert Lepage et Marianne Fortier étaient d’ailleurs présents lors du tapis rouge.
Deux CinéConcerts ont été présentés au Palais Montcalm. La Passion de Jeanne d'Arc, chef-d'œuvre muet de Dreyer paru en 1928, a pris vie sous l’interprétation du pianiste et organiste Karol Mossakowski. Le FCVQ a aussi accueilli l'oscarisé Birdman d'Alejandro González Iñárritu, dont la trame sonore était interprétée en direct par celui qu’il l’a composée, le batteur Antonio Sánchez.
Plusieurs personnalités culturelles connues ont été remarquées tout au long du Festival : Louise Lecavalier, Marc Séguin, Zachary Richard, Cédric Klapisch, pour ne nommer que ceux-là.

### 2018
- du 13 au 22 septembre
- 241 invités
- 211 films

Pour une huitième édition, le FCVQ a apporté une nouveauté au festival, il s’agit de la réalité virtuelle avec l’œuvre Le Grand Froid. Cette création, signée par l’entreprise de Québec Studio Element, en collaboration avec l’artiste Samuel Matteau, occupait la place D'Youville pendant tout le festival.
Le festival a ouvert son édition avec La Disparition des lucioles, un film de Sébastien Pilote qui était en présence des comédiens et artisans du film dont Karelle Tremblay, Pierre-Luc Brillant, Luc Picard, Marc Daigle, Marie-France Marcotte, Michel La Veaux et Philippe Brault venus célébrer la cérémonie d’ouverture de 2018.
Pour cette édition, Gabriel Thibaudeau était accompagné de ses musiciens de l'Orchestre symphonique de Québec pour animer notre Ciné Concert au Palais Montcalm qui présentait le film Metropolis de Fritz Lang.

### 2019
- du 12 au 21 septembre
- 322 invités
- 390 films

2019 a été une année hors norme. D’une diffusion d’un documentaire dans un stade de baseball rempli à capacité à une place D'Youville diffusant en 2k très souvent comble sans oublier la présence nombreuses d’artistes et membres influents de notre industrie québécoise, le FCVQ est désormais un joueur important tant localement qu’au Québec.
Le festival a ouvert son édition avec Il pleuvait des oiseaux, un film de Louise Archambault et en présence de comédiens et artisans du film dont Jocelyne Saucier, Louise Archambault, Rémy Girard, Gilbert Sicotte, Ève Landry, Éric Robidoux et Louise Portal venus célébrer la cérémonie d’ouverture de 2019.
Pour cette édition, Gabriel Thibaudeau était accompagné de ses musiciens de Les Violons du Roy pour animer notre Ciné Concert au Palais Montcalm qui présentait le film Nosferatu de F.W. Murnau.

## Hommages
- 2011 : Jean-Claude Labrècque & Larry Clark
- 2012 : Alex Gibney
- 2013 : Izabel Grondin & Im Sang-Soo
- 2014 : Richard Lavoie, Bruce LaBruce et Alain Resnais
- 2015 : Denys Arcand & Matthew Rankin
- 2016 : Julien Poulin & Rock Demers
- 2017 : George Lazenby
- 2018 : André Forcier & Pauline Julien
- 2019 : Louis Bélanger & Danielle Ouimet
- 2023 : Jean-Marc Vallée

## Porte-parole
- 2014 : Yves Jacques
- 2015 : François Létourneau

## Direction générale
- 2011 - 2015 : Marie-Christine Laflamme [29]
- 2015 - 2021 : Ian Gailer[30],[31],[32]
- 2021 - 2023 : Martin Genois[33],[34]
- 2023- ... : Hugo Latulippe[35]

## Direction de programmation
- 2011 - 2013 : Olivier Bill Bilodeau & Christopher Lemmonier
- 2013 - 2021 : Olivier Bill Bilodeau[36]
- 2020 : Laura Rohard
- 2022 - 2023 : Paul Landriau[37]
- 2024 - ... : Helen Faradji[38]

## Lieux
Réalisant ses activités principalement dans le centre-ville de Québec, le FCVQ a été présent dans les lieux suivants :

## Lauréats[39],[40]

### Longs métrages
|      | Grand prix de la compétition                                | Grand prix de la compétition                | Prix du jury cinéphile                                                          | Prix du jury cinéphile                      | Prix du public (Long métrage)                                    | Prix du public (Long métrage) | Prix du public (Long métrage canadien)                   | Prix du public (Long métrage canadien) | Prix du jury collégial                                                     | Prix du jury collégial |
| ---- | ----------------------------------------------------------- | ------------------------------------------- | ------------------------------------------------------------------------------- | ------------------------------------------- | ---------------------------------------------------------------- | ----------------------------- | -------------------------------------------------------- | -------------------------------------- | -------------------------------------------------------------------------- | ---------------------- |
| 2011 | Non décerné.                                                | Non décerné.                                | Non décerné.                                                                    | Non décerné.                                | The Artist de Michel Hazanavicius                                | France                        | Non décerné.                                             | Non décerné.                           | Non décerné.                                                               | Non décerné.           |
| 2012 | Elefante blanco de Pablo Trapero                            | Argentine Espagne France                    | Non décerné.                                                                    | Non décerné.                                | Et si on vivait tous ensemble ? de Stéphane Robelin              | France Allemagne              | El Huaso de Carlos Guillermo Pronto                      | Canada                                 | Non décerné.                                                               | Non décerné.           |
| 2013 | The Broken Circle Breakdown de Félix van Groeningen         | Belgique                                    | Don Jon de Joseph Gordon-Levitt                                                 | États-Unis                                  | The Broken Circle Breakdown de Félix van Groeningen              | Belgique                      | Absences de Carole Laganière L'Effet de Jocelyn Langlois | Québec                                 | Non décerné.                                                               | Non décerné.           |
| 2014 | 20 000 jours sur Terre de Iain Forsyth et Jane Pollard      | Royaume-Uni                                 | Un film de chasse de filles de Julie Lambert                                    | Québec                                      | Un film de chasse de filles de Julie Lambert                     | Québec                        | La Vie selon Morgue de Jean Fontaine                     | Québec                                 | Non décerné.                                                               | Non décerné.           |
| 2015 | Necktie Youth de Sibs Shongwe-La Mer                        | Afrique du Sud                              | La Démolition familiale de Patrick Damien                                       | Québec                                      | La Démolition familiale de Patrick Damien                        | Québec                        | Paul à Québec de François Bouvier                        | Québec                                 | Necktie Youth de Sibs Shongwe-La Mer                                       | Afrique du Sud         |
| 2016 | Peter and the Farm de Tony Stone                            | États-Unis                                  | À peine j'ouvre les yeux de Leyla Bouzid                                        | Tunisie Belgique France Émirats arabes unis | Embrasse-moi comme tu m'aimes de André Forcier                   | Québec                        | The Gardener de Sébastien Chabot                         | Québec                                 | Manoir de Martin Fournier et Pier-Luc Latulippe                            | Québec                 |
| 2016 | *Mention spéciale* À peine j'ouvre les yeux de Leyla Bouzid | Tunisie Belgique France Émirats arabes unis | *Mentions spéciales* Lao Shi de Johnny Ma et Sutak de Mirlan Abdykalykov        | Chine Canada Kirghizistan                   | Embrasse-moi comme tu m'aimes de André Forcier                   | Québec                        | The Gardener de Sébastien Chabot                         | Québec                                 | *Mention spéciale* Tempête de Samuel Collardey                             | France                 |
| 2017 | Sambá de Laura Amelia Guzmán & Israel Cárdenas              | République dominicaine                      | Los Nadie de Juan Sebastian Mesa                                                | Colombie                                    | Les Rois mongols de Luc Picard                                   | Québec                        | Bagages de Paul Tom                                      | Québec                                 | Swagger de Olivier Babinet                                                 | France                 |
| 2017 | * Mention spéciale* Lucky de John Caroll Lynch              | États-Unis                                  | *Mention spéciale* Susan Bartsch : On Top de Anthony Caronna et Alexander Smith | États-Unis                                  | Les Rois mongols de Luc Picard                                   | Québec                        | Bagages de Paul Tom                                      | Québec                                 | Swagger de Olivier Babinet                                                 | France                 |
| 2018 | Une colonie de Geneviève Dulude-De Celles                   | Québec                                      | Smuggling Hendrix de Marios Piperides                                           | Chypre                                      | Pauline Julien, intime et politique de Pascale Ferland           | Québec                        | Une colonie de Geneviève Dulude-De Celles                | Canada                                 | Five Fingers for Marseilles de Michael Matthews                            | Afrique du Sud         |
| 2019 | Kuessipan de Myriam Verreault                               | Québec                                      | Mad Dog & The Butcher - Les Derniers Vilains de Thomas Rinfret.                 | Québec                                      | Vivre à 100 milles à l'heure de Louis Bélanger                   | Québec                        | Non décerné.                                             | Non décerné.                           | Why Don’t You Just Die! de Krill Sokolov.                                  | Russie                 |
| 2020 | La déesse des mouches à feu d'Anaïs Barbeau-Lavalette       | Québec                                      | Non décerné.                                                                    | Non décerné.                                | Non décerné.                                                     | Non décerné.                  | Non décerné.                                             | Non décerné.                           | Je m'appelle humain de Kim O'Bomsawin et Sweet Things d'Alexandre Rockwell | Québec États-Unis      |
| 2021 | Festival annulé.                                            | Festival annulé.                            | Festival annulé.                                                                | Festival annulé.                            | Festival annulé.                                                 | Festival annulé.              | Festival annulé.                                         | Festival annulé.                       | Festival annulé.                                                           | Festival annulé.       |
| 2022 | Non décerné.                                                | Non décerné.                                | Non décerné.                                                                    | Non décerné.                                | Non décerné.                                                     | Non décerné.                  | Non décerné.                                             | Non décerné.                           | Non décerné.                                                               | Non décerné.           |
| 2023 | Non décerné.                                                | Non décerné.                                | Non décerné.                                                                    | Non décerné.                                | Ma cité évincée de Priscilla Picolli et Laurence Turcotte-Fraser | Québec                        | Non décerné.                                             | Non décerné.                           | Non décerné.                                                               | Non décerné.           |

### Courts métrages
|      | Grand prix de la compétition nationale                  | Grand prix de la compétition nationale | Grand prix de la compétition internationale       | Grand prix de la compétition internationale | Bourse à la création des cinéastes de Québec                                                 | Bourse à la création des cinéastes de Québec | Prix du public                                              | Prix du public   |
| ---- | ------------------------------------------------------- | -------------------------------------- | ------------------------------------------------- | ------------------------------------------- | -------------------------------------------------------------------------------------------- | -------------------------------------------- | ----------------------------------------------------------- | ---------------- |
| 2011 | Non décerné.                                            | Non décerné.                           | Non décerné.                                      | Non décerné.                                | Non décerné.                                                                                 | Non décerné.                                 | Mohktar de Halima Ouardiri                                  | Québec Maroc     |
| 2012 | Non décerné.                                            | Non décerné.                           | Non décerné.                                      | Non décerné.                                | Non décerné.                                                                                 | Non décerné.                                 | Première neige de Mikaël Lalancette                         | Québec           |
| 2013 | Non décerné.                                            | Non décerné.                           | Non décerné.                                      | Non décerné.                                | Le Camarade de Benjamin Tessier                                                              | Québec                                       | Le Chevreuil de Rémi St-Michel                              | Québec           |
| 2014 | Pas la grosse Sophie de Philippe Arsenault              | Québec                                 | Non décerné.                                      | Non décerné.                                | Le Frein de Gabriel-Antoine Roy et Jonathan Roy                                              | Québec                                       | Jamais je ne t'oublierai d'Alexandre Desjardins             | Québec           |
| 2015 | Moulures de Guillaume Monette                           | Québec                                 | Non décerné.                                      | Non décerné.                                | La Bagatelle de Franie-Eléonore Bernier, Anne-Marie Bouchard et Julie Pelletier              | Québec                                       | La Divine stratégie de Éliot Laprise et Martin Forger       | Québec           |
| 2016 | La Voce de David Uloth                                  | Québec                                 | Zvir de Miroslav Sikavica Spoetnik de Noël Loozen | Croatie Pays-Bas                            | La Partie d'Alexandre Isabelle                                                               | Québec                                       | La Partie d'Alexandre Isabelle                              | Québec           |
| 2017 | Toutes les poupées ne pleurent pas de Frédérik Tremblay | Québec                                 | Scris / Nescreis de Andrian Silisteanu            | Roumanie                                    | Ballet Jazz de Maxime Robin                                                                  | Québec                                       | Crème de Menthe de Jean-Marc E. Roy et Philippe David Gagné | Québec           |
| 2018 | Fauve de Jérémy Comte (en)                              | Québec                                 | Proch de Jakub Radej                              | Pologne                                     | Bonfires de Martin Bureau et Je la chante dans ma douche, habituellement de Mariane Béliveau | Québec                                       | Fauve de Jérémy Comte (en)                                  | Québec           |
| 2019 | Une bombe au cœur de Rémi St-Michel                     | Québec                                 | L'Été et tout le reste de Sven Bresser            | Pays-Bas                                    | Canicule de Fanny Perreault                                                                  | Québec                                       | Je finirai en prison d'Alexandre Dostie                     | Québec           |
| 2020 | Non décerné.                                            | Non décerné.                           | Non décerné.                                      | Non décerné.                                | Sous pression de David Labrecque et Vie de rêve de Vincent Paquette                          | Québec                                       | Non décerné.                                                | Non décerné.     |
| 2021 | Festival annulé.                                        | Festival annulé.                       | Festival annulé.                                  | Festival annulé.                            | Festival annulé.                                                                             | Festival annulé.                             | Festival annulé.                                            | Festival annulé. |
| 2022 | Non décerné.                                            | Non décerné.                           | Non décerné.                                      | Non décerné.                                | Non décerné.                                                                                 | Non décerné.                                 | Non décerné.                                                | Non décerné.     |
| 2023 | Non décerné.                                            | Non décerné.                           | Non décerné.                                      | Non décerné.                                | Non décerné.                                                                                 | Non décerné.                                 | Non décerné.                                                | Non décerné.     |